# Bikini Badness Tour
Bikini Badness Tour (también conocido adicionalmente como Bikini Badness Summer Tour) es la primera gira de festivales, quinta en general, de la cantante catalana Bad Gyal. La gira comenzó el 2 de junio de 2025 en Ibiza, España y está previsto que finalice el 23 de noviembre de 2025 en Ciudad de México, México.

## Antecedentes
En el último trimestre de 2024 Bad Gyal comenzó a publicar las fechas en sus historias de Instagram. En octubre de 2025, anunció las primeras fechas de esta nueva gira, en el festival Bigsound de Valencia, y en el festival Puro Latino en Arganda del Rey. Durante el mes de noviembre hizo pública su participación en las ediciones del festival Puro Latino en Torremolinos, El Puerto de Santa Maria y Sevilla, además también anunció su participación en el Share Festival y Arenal Sound. Al mes siguiente, en diciembre de 2024, hizo público las fechas en los festivales Bilbao BBK Live, Fan Futura Fest, O Son do Camiño, Mallorca Live Festival, Boombastic y Kalyma Fest.
En abril de 2025 se anunció un showcase en la discoteca Pachá en Ibiza, como preestreno de la gira.Finalmente el 27 de mayo de 2025, a través de Instagram, hizo público el cartel completo de la gira y su nombre.El 26 de junio fue revelado el cartel del festival mexicano Coca-Cola Flow Fest donde se presentará en noviembre.

## Repertorio
Esta lista se corresponde al concierto celebrado en Santiago de Compostela el 13 de junio de 2025. No representa todos los espectáculos de la gira.[cita requerida]
1. Intro (Última Noche)
2. «Bota niña» / «Skit» (versión funk) / «Double team»
3. «SexeSexy» / «Give me» / «Commotion»
4. «Guay» / «Stars Are Blind» (cover de Paris Hilton) / Canción inédita[5]
5. «Da me» / «Duro de verdad pt.2»
6. «Qué rico»
7. «Yo sigo igual» / «44» / «Hookah» / «Aprendiendo el sexo»
8. «Más raro» / «Mi lova» / «Comernos»
9. «Angelito» / «Perdió Este Culo» / «KÁRMIKA» / «Orilla»
10. «La que no se mueva» / «Slim Thick» / «Zorra»
11. «Flow 2000» / «Sin carne» / «Blin blin» / «Chulo»
12. «La prendo»
13. Canción inédita
14. «Sexy» (incluye elementos de la canción inédita «Sex» de Ariana Grande)
15. «Otra vez más» / «Fiebre»

## Fechas
| Fecha           | Ciudad                   | País   | Recinto                            |
| --------------- | ------------------------ | ------ | ---------------------------------- |
| 2 de junio      | Ibiza                    | España | Pachá                              |
| 13 de junio     | Santiago de Compostela   | España | Monte do Gozo                      |
| 14 de junio     | Calvià                   | España | Antiguo Aquapark                   |
| 20 de junio     | Barcelona                | España | Parque del Fórum                   |
| 27 de junio     | Valencia                 | España | Ciudad de las Artes y las Ciencias |
| 28 de junio     | Arganda del Rey          | España | Ciudad del Rock                    |
| 5 de julio      | Sevilla                  | España | Estadio La Cartuja                 |
| 11 de julio     | Bilbao                   | España | Parque Kobetamendi                 |
| 17 de julio     | Llanera                  | España | Recinto de La Morgal               |
| 19 de julio     | Torremolinos             | España | Recinto Ferial                     |
| 24 de julio     | El Puerto de Santa María | España | Recinto Ferial las Banderas        |
| 26 de julio     | Los Alcázares            | España | Parque del Gonio                   |
| 3 de agosto     | Burriana                 | España | Puerto de Burriana                 |
| 23 de noviembre | Ciudad de México         | México | Autódromo Hermanos Rodríguez       |

### Conciertos cancelados
| Fecha       | Ciudad                 | País   | Recinto        | Motivo              | Ref.   |
| ----------- | ---------------------- | ------ | -------------- | ------------------- | ------ |
| 1 de agosto | Santa Cruz de Tenerife | España | Recinto Ferial | Festival cancelado. | [ 11 ] |